# 西園寺公子
西園寺 公子（さいおんじ きみこ、寛喜4年〈1232年〉 - 嘉元2年1月21日〈1304年2月27日〉）は、鎌倉時代の女性。後深草天皇の中宮。女院号は東二条院（ひがしにじょういん）、法名は円鏡智。

## 生涯
父は太政大臣西園寺実氏、母は権大納言四条隆衡女貞子。後嵯峨天皇の中宮で後深草・亀山両帝の国母である西園寺姞子（大宮院）は7歳年上の同母姉、太政大臣西園寺公相は同母兄にあたる。後深草天皇との間には3女が生まれており、そのうち一人だけ成人した姈子内親王（遊義門院）は後二条天皇の准母として立后したのち後宇多天皇の後宮となっている。
寛元4年（1246年）従三位に初叙。康元元年（1256年）11歳年下の後深草天皇に入内し女御となり、その翌年に中宮に冊立される。正元元年（1259年）後深草天皇の譲位に伴って院号宣下あり東二条院と号する。永仁元年（1293年）出家。嘉元2年（1304年）73歳で崩御。
後深草院二条の『とはずがたり』では嫉妬深い女性と描写されている一方で、兼好法師の『徒然草』第222段には賢く思慮深い女性だと記されている。入内前には摂政関白一条実経との縁談が持ち上がったが、鎌倉で宮騒動が起こり実経の兄で鎌倉将軍となっていた藤原頼経が鎌倉を追放されたのを受けて破談となっている。